# M/S Wasa Lejon
M/S Wasa Lejon Fartyget byggdes 1946 vid Kristiansands Mekaniske Verksted i Kristiansand i Norge, då med namnet Fjordbussto.
Fartygets ursprungliga maskineri bestod av 3 st GM 6.71 om 370 hk som gav fartyget en fart av 11 knop. Ursprunglig passagerarkapacitet var 232 passagerare. Nuvarande maskineri ger fartyget en fart av 11 knop. Passagerarkapaciteten är 200 passagerare.
Det fartyg som idag heter M/S Oslofjord är ett systerfartyg och har också burit namnet Wasa Lejon.

## Historik
- 18 april 1946 – Fartyget levererades från Kristiansands Mekaniske Verksted med namnet Fjordbussto till A/S Bergen-Hordaland Fjordbuss i Bergen.
- 1947 – Fartyget köptes av Alversund & Manger Dampbåtslag A/S i Bergen.
- 1 mars 1951 – Fartyget köptes av A/S Bergen-Nordhordaland Trafiklag i Bergen.
- 30 november 1953 – Fartyget döptes om till Herdla.
- 1954 – Fartyget grundstötte i Berglandssundet.
- 1955 – Huvudmotorerna reparerades efter ett haveri, nya propelleraxlar installerades.
- 1959 – Fartyget byggdes om, ny kommandobrygga och ny passagerarsalong på båtdäck. Nytt tonnage är 140 brt, 71 nrt.
- 1961 – Nya huvudmaskiner, 2 st Klöckner-Humboldt-Deutz SBA 8M 517 om 480 hk, installerades.
- 26 juni 1972 – Fartyget döptes om till Manger.
- 1 januari 1974 – A/S Bergen-Nordhordaland Trafiklag byter namn till A/S Bergen-Nordhordaland Rutelag.
- 1979 – Fartyget köptes av Nils Agasøster i Rubbestadsneset/Bergen. Hon döptes om till Bremmenholm.
- 11 januari 1980 – Fartyget köptes av Kolmårdens Rederi AB i Norrköping och döptes om till Göta Lejon. Det sattes i trafik på Söderköping–Mem–Arkösund och Söderköping–Norsholm. Hemmahamn var Söderköping.
- 1982 – Kolmårdens Rederi AB byter namn till Rederi AB Göta Lejon med säte i Norrköping.
- 1992 – Fartyget överfördes till Rederi AB Östgöta Sjö i Norrköping. Det döptes om till Lejon II.
- Februari 1993 – Rederi AB Östgöta Sjö gick i konkurs.
- Mars 1993 – Fartyget köptes av Rederi AB Göta Lejon i Norrköping och döptes om till Göta Lejon.
- December 1993 – Fartyget döptes om till Wasa Lejon.
- 1998 – Wahlinrederierna startar Royal Stockholm Cruise Line AB som övertar fartyget.